# Senegal nos Jogos Olímpicos
Senegal mandou atletas para todos os Jogos Olímpicos de Verão realizados desde 1964.  Diferentemente de alguns vizinhos, Senegal nunca deixou de participar de uma edição dos jogos após sua independência. O país só ganhou medalha olímpica uma vez: Amadou Dia Ba, que ganhou uma medalha de prata nos 400 metros com barreiras masculino em 1988.
Senegal está no pequeno grupo de países tropicais que participaram dos Jogos Olímpicos de Inverno.  Seu grupo de atletas participou de 4 Jogos Olímpicos de Inverno desde 1984, embora sem conquistar medalhas. Senegal foi representado em 1984, 1992 e 1994 por Lamine Guèye, e em 2006 por Leyti Seck.

## Lista de Medalhistas
| Medalha          | Nome          | Jogos     | Esporte   | Evento                       |
| ---------------- | ------------- | --------- | --------- | ---------------------------- |
| Medalha de prata | Amadou Dia Ba | 1988 Seul | Atletismo | 400m com Barreiras Masculino |